# Francesc Xavier Vila i Blanche
Francesc Xavier Vila i Blanche, fou el primer alcalde democràtic de Sant Boi de Llobregat posterior a la dictadura de Francisco Franco, ocupant el càrrec entre 1979 i 1997. El 19 d'abril de 2004 va rebre la Medalla d'Or de Sant Boi.
Xavier Vila fa ser militant del Partit dels Socialistes de Catalunya, partit del qual formava part mentre era alcalde, però a finals del 2012, el dirigent eco-socialista Joan Herrera va afirmar que Vila, juntament amb Gibert, havien decidit donar suport a ICV de cara a les eleccions del 25 de novembre següent.